# Cassa Depositi e Prestiti
Die Cassa Depositi e Prestiti (CDP, zu deutsch etwa „Spar- und Darlehenskasse“) ist ein italienisches Kreditinstitut, das hauptsächlich Vorhaben von öffentlichem Interesse finanziert. Seit 2003 ist die CDP eine Aktiengesellschaft, die sich zu 82,77 % im Besitz des Ministeriums für Wirtschaft und Finanzen des italienischen Staates befindet. 15,93 % werden von 66 Bank-Stiftungen gehalten.

## Geschichte
Das Institut entstand im Jahr 1850 in Turin als Depositenkasse. Auf der Grundlage einer neuen rechtlichen Regelung finanzierte es ab 1857 auch Vorhaben öffentlicher Körperschaften. Nach der Einigung Italiens im Jahr 1861 wurden schrittweise vergleichbare Einrichtungen der alten italienischen Staaten übernommen. 1898 wurde die CDP als Generaldirektion (Abteilung) vollständig in das Schatzministerium integriert. 1983 erfolgte die erneute Verselbständigung in der Rechtsform einer Anstalt des öffentlichen Rechts. Im Zug der Umwandlung in eine Aktiengesellschaft wurden 2003 auch etliche Stiftungen an der Cassa Depositi e Prestiti beteiligt.

## Geschäftsfelder
Die CDP gewährt Investitionskredite an Körperschaften des öffentlichen Rechts, insbesondere an Gebietskörperschaften. Als Refinanzierungsquelle dienen in diesen Fällen staatlich garantierte Postspareinlagen. Darüber hinaus gewährt sie privaten Unternehmen langfristige, zinsgünstige Finanzierungen, insbesondere bei Infrastrukturvorhaben oder Forschungsprojekten von strategischem öffentlichem Interesse. Sie unterstützt auch kleine und mittlere Unternehmen. Von Bedeutung ist auch die Verwaltung von Staatsbeteiligungen. Die Aktivitäten der CDP unterliegen unter anderem der Aufsicht des italienischen Parlaments.

## Investments
| Unternehmen                         | Land              | gehaltene Anteile 2024 | Branche                                             |
| ----------------------------------- | ----------------- | ---------------------- | --------------------------------------------------- |
| CDP Equity                          | Italien           | 100 %                  | Bank                                                |
| CDP Real Asset SGR                  | Italien           | 70,00 %                | Immobilien                                          |
| Fintecna                            | Italien           | 100 %                  | Immobilien                                          |
| CDP Reti                            | Italien           | 59,10 %                | Holding                                             |
| Ansaldo Energia                     | Italien           | 99,62 %                | Versorger                                           |
| Autostrade per l’Italia             | Italien           | 51,00 %                | Infrastruktur                                       |
| Elite                               | Italien           | 15,00 %                | Unternehmensberatung                                |
| Eni                                 | Italien           | 28,5 %                 | Erdöl, Erdgas, Chemie, Energie                      |
| Euronext                            | Niederlande       | 7,82 %                 | Börse                                               |
| Europäischer Investitionsfonds      | Europäische Union | 1,11 %                 | Finanzdienstleistung                                |
| Fincantieri                         | Italien           | 71,30 %                | Schiffbau, Rüstung                                  |
| GPI                                 | Italien           | 18,4 %                 | Software                                            |
| GreenIT                             | Italien           | 49,00 %                | Versorger                                           |
| Hotelturist                         | Italien           | 45,95 %                | Tourismus                                           |
| Istituto dell’Enciclopedia Italiana | Italien           | 6,66 %                 | Verlagswesen                                        |
| Istituto per il credito sportivo    | Italien           | 2,21 %                 | Bank                                                |
| Italgas                             | Italien           | 25,98 %                | Erdgas, Energie                                     |
| Maticmind                           | Italien           | 15,1 %                 | Systemintegrator                                    |
| Nexi                                | Italien           | 18,25 %                | Finanzdienstleistung                                |
| Open Fiber                          | Italien           | 60,00 %                | Telekommunikation                                   |
| Polo Strategico Nazionale           | Italien           | 20,00 %                | Digitale Infrastruktur                              |
| Poste Italiane                      | Italien           | 35,00 %                | Logistik, Finanz- und Versicherungsdienstleistungen |
| Redo SGR                            | Italien           | 30,00 %                | Finanzdienstleistung                                |
| Renovit                             | Italien           | 30,00 %                | Umweltberatung                                      |
| Saipem                              | Italien           | 12,82 %                | Maschinenbau                                        |
| SIMEST                              | Italien           | 76,01 %                | Finanzdienstleistung                                |
| Snam                                | Italien           | 31,35 %                | Versorger                                           |
| Telecom Italia                      | Italien           | 9,81 %                 | Telekommunikation                                   |
| Terna                               | Italien           | 29,85 %                | Versorger                                           |
| Trevi Group                         | Italien           | 21,28 %                | Bauunternehmen                                      |
| Webuild                             | Italien           | 16,44 %                | Bauunternehmen                                      |
| Valvitalia                          | Italien           | 75,00 %                | Maschinenbau                                        |

## Mitgliedschaften
Die Cassa Depositi e Prestiti ist Mitglied im International Forum of Sovereign Wealth Funds (IFSWF) und hat sich damit verbunden auch den Santiago-Prinzipien für angemessenes Handeln und ordentlicher Geschäftstätigkeit verschrieben.